# Giancarlo Giorgetti
Giancarlo Giorgetti (ur. 16 grudnia 1966 w Cazzago Brabbia) – włoski polityk, jeden z liderów Ligi Północnej i następnie Ligi, poseł do Izby Deputowanych, w latach 2021–2022 minister rozwoju gospodarczego, od 2022 minister gospodarki i finansów.

## Życiorys
Z wykształcenia ekonomista, absolwent mediolańskiego Uniwersytetu Bocconiego. Pracował jako handlowiec.
Zaangażował się w działalność polityczną w ramach Ligi Północnej. Od początku lat 90. związany z samorządem swojej rodzinnej miejscowości jako radny, asesor, a od 1995 do 2004 burmistrz. W 2004 wszedł w skład zarządu Credieuronord, instytucji kredytowej powiązanej ze swoim ugrupowaniem. W latach 2002–2012 był sekretarzem krajowym Lega Lombarda, lombardzkiej regionalnej partii współtworzącej Ligę Północną.
W 1996 po raz pierwszy został wybrany na posła do Izby Deputowanych. Z powodzeniem ubiegał się o reelekcję w wyborach w 2001, 2006, 2008, 2013, 2018 i 2022.
W czerwcu 2001 krótko był podsekretarzem stanu w resorcie infrastruktury i transportu w gabinecie Silvia Berlusconiego. Obejmował funkcję przewodniczącego komisji budżetowej i przewodniczącego frakcji deputowanych Ligi Północnej. W 2016 powołany na jednego z dwóch zastępców sekretarza krajowego Ligi Północnej.
W maju 2018 ogłoszono jego nominację na podsekretarza stanu przy prezydium rządu (sekretarza rządu) w gabinecie Giuseppe Contego. Stanowisko to objął ostatecznie 1 czerwca 2018. Zakończył urzędowanie wraz z całym gabinetem we wrześniu 2019. W lutym 2021 powołany na ministra rozwoju gospodarczego w rządzie Maria Draghiego. W październiku 2022 w nowo utworzonym gabinecie Giorgii Meloni został natomiast ministrem gospodarki i finansów.